# Kamenorůžák bílý
Kamenorůžák bílý (název dle VIVC Koevidinka Fehér) je starobylá, pozdní moštová odrůda révy vinné (Vitis vinifera), používaná k výrobě bílých vín. Rodičovské odrůdy nejsou známé, pochází patrně z Karpatské kotliny či z Balkánského poloostrova.

## Popis
Réva vinná (Vitis vinifera) odrůda Kamenorůžák bílý je jednodomá dřevitá pnoucí liána dorůstající v kultuře až několika metrů. Kmen tloušťky až několik centimetrů je pokryt světlou borkou, která se loupe v pruzích. Úponky umožňují této rostlině pnout se po pevných předmětech. Růst je středně bujný.
List je středně velký, hladký, okrouhlý, tří- až pětilaločnatý s mělkými až středně hlubokými, otevřenými horními výkroji s oblým dnem, líc listu je světle zelený, lesklý, rub listu je silně plstnatý, okraj listu je ostře zoubkovaný. Řapíkový výkroj je lyrovitý, úzce otevřený až lehce překrytý, s ostrým dnem. Řapík je středně dlouhý, někdy narůžovělý.
Oboupohlavní pětičetné květy v hroznovitých květenstvích jsou žlutozelené, samosprašné. Plodem je malá až středně velká, kulatá bobule žlutozelené až žluté barvy, na osluněném líčku hnědavě skvrnitá, s hrubou, pevnou slupkou, s řídkou, sladkou dužinou neutrální chuti. Hrozen je středně velký (140 g), válcovitě-kuželovitý, protáhlý, středně hustý až hustý, rozvětvený.

## Původ a rozšíření
Kamenorůžák bílý je starobylá moštová odrůda vinné révy (Vitis vinifera). Rodičovské odrůdy nejsou známé, pochází patrně z Karpatské kotliny či z Balkánského poloostrova. Pěstuje se v jižní Evropě, hlavně v Maďarsku (regiony Alföld, Kunság, Csongrád), v Rumunsku a ve státech bývalé Jugoslávie (například region Vojvodina).
Ve Státní odrůdové knize České republiky není odrůda zapsána. Vinařský zákon povoluje z této odrůdy vyrábět víno v kategorii zemských vín podle vyhlášky č. 437/2005 Sb. i po novele vyhláškou č. 28/2010 Sb. U nás se odrůda dříve pěstovala ve smíšených výsadbách na Jižní Moravě. Ještě dnes ji můžeme objevit vzácněji na starých vinicích, například v Šatově, na vinici starých odrůd, kde vyrábějí i odrůdové víno

## Název
Původ první části názvu je nejasný. Jak německý název „Steinschiller“, tak maďarský název „Kövidinka“ vychází ze stejného slovního základu, jako český, objevuje se v něm výraz pro kámen či skálu. Snad je to dáno nenáročností odrůdy na podloží, bývá pěstována na chudých, kamenitých půdách. V případě českého názvu „Kamenorůžák“ zde může být zohledněna ještě skutečnost, že odrůda má narůžovělé okraje vrcholků letorostů, ale spíše jde pouze o přepis původního názvu „Koevidinka“, který slouží vlastně k odlišení mnoha odrůd s názvem „Dinka“ (Koevidinka, Koevidinka fehér, Dinka vörös, Dinka zöld, Pécsi dinka, Dinka alba aj.), které mnohdy měly růžové či červené hrozny a proto také byly často nazývány „Ružica“, „Ruzica“, „Ruzika“ a podobně. „Fehér“ je maďarsky „bílý“.
Další, lokálně používaná synonyma odrůdy jsou : Fehér Koevidinka, Ružica bílá, Steinschiller Blanc, S. Weiss (Rakousko), S. Weisser, Kövidinka Fehér, Mala Dinka.

## Příbuzné odrůdy
Kamenorůžák červený (Koevidinka) je odrůda, pěstovaná ve stejné oblasti, má menší hrozny, vzhledově podobné odrůdě Tramín červený. Je to ještě plodnější odrůda, než Kamenorůžák bílý, ovšem víno dává spíše podprůměrné jakosti. O vzájemné příbuznosti obou odrůd nejsou důkazy, možná jde o mutaci odrůdy Kamenorůžák bílý.

## Pěstování
Velmi výnosná, v nárocích skromná, pozdní moštová odrůda. Růst je středně bujný, vyzrávání réví je dobré. Průměrně dobře odolává mrazu a houbovým chorobám, pro pozdní dozrávání je nutno hrozny ošetřit proti plísni šedé (Botrytis cinerea). Plodnost je vysoká, 8–14 t/ha při cukernatosti 14–19 °NM a aciditě 5–7 g/l. Odrůda není příliš náročná na polohu ani půdy, vyhovují jí výslunné polohy na vápencových podložích, hodí se pro většinu vedení, vhodné jsou delší tažně, doporučené podnože jsou SO-4, Cr 2, T 5C, 125 AA, K 5BB.

### Fenologie
Odrůda raší i kvetě pozdně, dozrává též pozdně, sklízí se začátkem až v polovině října.

## Víno
Dává příjemně lahodné víno zlatožluté barvy, průměrné kvality, které má méně kyselin, obsah alkoholu okolo 11 % a připomíná typově vína odrůdy Rulandské bílé. V chuti i vůni je jemné, neutrální, většinou působí pro nižší aciditu sladším dojmem. Vína jsou jednoznačně určena k pití jako mladá, často se též mísí do cuvée.

### Multimédia
- Ing. Radek Sotolář : Multimediální atlas podnožových, moštových a stolních odrůd révy, Mendelova zemědělská a lesnická universita Brno, zahradnická fakulta v Lednici
- Martin Šimek : Encyklopédie všemožnejch odrůd révy vinné z celýho světa s přihlédnutím k těm, co již ouplně vymizely, 2008–2012